# دول تحد الاتحاد الأوروبي

خريطة الاتحاد الأوروبي (اعتبارًا من مارس 2020)

خريطة الاتحاد الأوروبي, بما في ذلك جميع المناطق الخاصة. تعتبر المناطق النائية باللون الأزرق جزءًا من الحدود الخارجية للاتحاد الأوروبي.

تتكون حدود الاتحاد الأوروبي من الحدود البرية والبحرية التي تشترك فيها الدول الأعضاء في الاتحاد الأوروبي مع الدول الأجنبية المجاورة للاتحاد.

## حالة الحدود والتعاون
في عام 2004, طور الاتحاد الأوروبي سياسة الجوار الأوروبية (ENP) لتعزيز التعاون بين الاتحاد الأوروبي وجيرانه في شرق وجنوب الأراضي الأوروبية للاتحاد الأوروبي (أي باستثناء المناطق الخارجية خارج أوروبا), والتي تشمل جزئيًا برنامج التعاون عبر الحدود الذي يهدف إلى تعزيز التنمية الاقتصادية في المناطق الحدودية وضمان أمن الحدود.

## مراقبة الحدود الخارجية
تأسست وكالة الحدود وخفر السواحل, المعروفة أكثر باسم فرونتكس, في عام 2004. مهمتها الرئيسية هي مراقبة الحدود الخارجية لمنطقة شنغن. يتم تنسيق معظم أنشطتها مع حرس السواحل وحدود الدول الأعضاء.

## قائمة الحدود البرية الثنائية

### الحدود الحالية
| الحدود | الدولة العضو    | بلد ثالث          | الموقع                                                           |
| --- | --------------- | ----------------- | ---------------------------------------------------------------- |
| #الحدود بين النمسا وليختنشتاين (ش) | النمسا          | ليختنشتاين        | شنغن+ مقاطعة                                                     |
| #الحدود النمساوية السويسرية (ش) | النمسا          | سويسرا            | شنغن+ مقاطعة                                                     |
| #حدود بلغاريا - شمال مقدونيا | بلغاريا         | مقدونيا الشمالية  | يوغوسلافيا السابقة                                               |
| # حدود بلغاريا-صربيا | بلغاريا         | صربيا             | يوغوسلافيا السابقة                                               |
| # الحدود البلغارية-التركية | بلغاريا         | تركيا             | أوراسيا                                                          |
| # حدود كرواتيا – البوسنة والهرسك | كرواتيا         | البوسنة والهرسك   | يوغوسلافيا السابقة                                               |
| #حدود كرواتيا مع الجبل الأسود | كرواتيا         | الجبل الأسود      | يوغوسلافيا السابقة                                               |
| # حدود كرواتيا مع صربيا | كرواتيا         | صربيا             | يوغوسلافيا السابقة                                               |
| #حدود قبرص - أكروتيري ودكليا (لم تكن أكروتيري وديكيليا جزءًا من الاتحاد الأوروبي) | قبرص            | أكروتيري وديكيليا | جزيرة                                                            |
| # حدود إستونيا - روسيا | إستونيا         | روسيا             | أوراسيا                                                          |
| #الحدود بين فنلندا والنرويج (ش) | فنلندا          | النرويج           | شنغن                                                             |
| # حدود فنلندا - روسيا | فنلندا          | روسيا             | أوراسيا                                                          |
| # حدود فرنسا – أندورا | فرنسا           | أندورا            | مقاطعة                                                           |
| # الحدود بين فرنسا والبرازيل | فرنسا           | البرازيل          | إقليم ما وراء البحار                                             |
| #الحدود بين فرنسا وموناكو (ف) | فرنسا           | موناكو            | فتح الحدود للدول الصغيرة, والحد الأدنى من مراقبة الحدود          |
| # الحدود بين فرنسا وهولندا | فرنسا           | هولندا            | جزيري                                                            |
| #حدود فرنسا - سورينام | فرنسا           | سورينام           | إقليم ما وراء البحار                                             |
| #الحدود بين فرنسا وسويسرا (ش) | فرنسا           | سويسرا            | شنغن+ مقاطعة                                                     |
| #الحدود بين ألمانيا وسويسرا (ش) | ألمانيا         | سويسرا            | شنغن+ مقاطعة                                                     |
| # حدود اليونان –البانيا | اليونان         | ألبانيا           | أوراسيا                                                          |
| #الحدود بين اليونان ومقدونيا الشمالية | اليونان         | مقدونيا الشمالية  | يوغوسلافيا السابقة                                               |
| # الحدود بين اليونان وتركيا | اليونان         | تركيا             | أوراسيا                                                          |
| #الحدود بين المجر وصربيا | هنغاريا         | صربيا             | يوغوسلافيا السابقة                                               |
| #الحدود الهنغارية الاوكرانية | هنغاريا         | أوكرانيا          | أوراسيا                                                          |
| #الحدود بين إيطاليا وسان مارينو(ف) | إيطاليا         | سان مارينو        | فتح الحدود للدول الصغيرة, والحد الأدنى من مراقبة الحدود          |
| #الحدود بين إيطاليا وسويسرا (ش) | إيطاليا         | سويسرا            | شنغن+ مقاطعة                                                     |
| #الحدود بين إيطاليا ومدينة الفاتيكان (ف) | إيطاليا         | الفاتيكان         | مقاطعة + فتح الحدود للدول الصغيرة, والحد الأدنى من مراقبة الحدود |
| #حدود لاتفيا –البيلاروسية | لاتفيا          | بيلاروس           | أوراسيا                                                          |
| #حدود لاتفيا –روسيا | لاتفيا          | روسيا             | أوراسيا                                                          |
| # الحدود بين ليتوانيا وبيلاروسيا | ليتوانيا        | بيلاروس           | أوراسيا                                                          |
| # حدود ليتوانيا-روسيا | ليتوانيا        | روسيا             | أوراسيا                                                          |
| # الحدود بين بولندا وبيلاروسيا | بولندا          | بيلاروس           | أوراسيا                                                          |
| # حدود بولندا-روسيا | بولندا          | روسيا             | أوراسيا                                                          |
| # الحدود بين بولندا وأوكرانيا | بولندا          | أوكرانيا          | أوراسيا                                                          |
| #حدود جمهورية أيرلندا والمملكة المتحدة | جمهورية أيرلندا | المملكة المتحدة   | جزيري / بريكست                                                   |
| #الحدود بين رومانيا ومولدوفا | رومانيا         | مولدوفا           | أوراسيا                                                          |
| #الحدود الرومانية الصربية | رومانيا         | صربيا             | يوغوسلافيا السابقة                                               |
| #الحدود بين رومانيا وأوكرانيا | رومانيا         | أوكرانيا          | أوراسيا                                                          |
| #الحدود بين سلوفاكيا وأوكرانيا | سلوفاكيا        | أوكرانيا          | أوراسيا                                                          |
| #الحدود بين إسبانيا وأندورا | إسبانيا         | أندورا            | مقاطعة                                                           |
| #الحدود بين جبل طارق وإسبانيا | إسبانيا         | جبل طارق          | بريكست                                                           |
| #الحدود الإسبانية المغربية | إسبانيا         | المغرب            | أفريقيا                                                          |
| #حدود النرويج والسويد (ش) | السويد          | النرويج           | شنغن                                                             |
| - (ش) = حدود شنغن الداخلية, لا توجد رقابة على الحدود, على الرغم من أنه قد تكون هناك رقابة جمركية بسبب حالة الحدود الخارجية للاتحاد الأوروبي. - (ف) = فتح الحدود للدول الصغيرة, والحد الأدنى من مراقبة الحدود. |                 |                   |                                                                  |

### حدود الأمر الواقع
1. الحدود بين قبرص وشمال قبرص (الخط الأخضر)

### الحدود السابقة
| الحدود                                                                   | من         | حتى  |
| ------------------------------------------------------------------------ | ---------- | ---- |
| الحدود بين ألمانيا الغربية والدنمارك                                     | 1958       | 1973 |
| الحدود بين فرنسا واسبانيا                                                | 1958       | 1986 |
| حدود ألمانيا الغربية - ألمانيا الشرقية                                   | 1958       | 1990 |
| (الغربية) حدود ألمانيا والنمسا                                           | 1958       | 1995 |
| الحدود بين إيطاليا والنمسا                                               | 1958       | 1995 |
| الحدود بين ألمانيا وبولندا                                               | 1990       | 2004 |
| الحدود الألمانية التشيكية (سابقا ألمانيا [الغربية]-تشيكوسلوفاكيا) الحدود | 1958, 1990 | 2004 |
| الحدود بين النمسا وجمهورية التشيك                                        | 1995       | 2004 |
| حدود النمسا وسلوفاكيا                                                    | 1995       | 2004 |
| الحدود النمساوية المجرية                                                 | 1995       | 2004 |
| الحدود النمساوية السلوفينية                                              | 1995       | 2004 |
| الحدود الإيطالية السلوفينية (إيطاليا ويوغوسلافيا سابقًا)                  | 1958       | 2004 |
| الحدود بين المجر ورومانيا                                                | 2004       | 2007 |
| الحدود بين اليونان وبلغاريا                                              | 1981       | 2007 |
| الحدود بين المجر وكرواتيا                                                | 2004       | 2013 |
| الحدود السلوفينية الكرواتية                                              | 2004       | 2013 |

## أنظر أيضا
- منطقة شنغن
- فرونتكس